# Peugeot Break
Pour les articles homonymes, voir Break.
Le fiacre Peugeot Break est une voiture (hippomobile) / Break (hippomobile) / fiacre (hippomobile) de 1889, fabriqué et commercialisé par le constructeur automobile « Les Fils de Peugeot Frères »  d'Armand Peugeot (Peugeot / famille Peugeot). Ce véhicule marque le début de la transition entre les véhicules hippomobiles, et les premières automobiles à essence à base de fiacres motorisés de série de l'histoire de l'automobile des années 1890.

## Historique
Après avoir lancé entre autres avec succès la fabrication cycles Peugeot de Grand-bi en 1882, et de bicyclette en 1885, la société « Les Fils de Peugeot Frères » (fondée officiellement en 1892) fabrique également une gamme de charrettes, et des fiacres tirés par des chevaux, dans ses ateliers Peugeot d'Hérimoncourt (proche des usines historiques de Sochaux, Terre Blanche, Beaulieu, Audincourt...) dans le Doubs en Franche-Comté (histoire de la famille Peugeot).

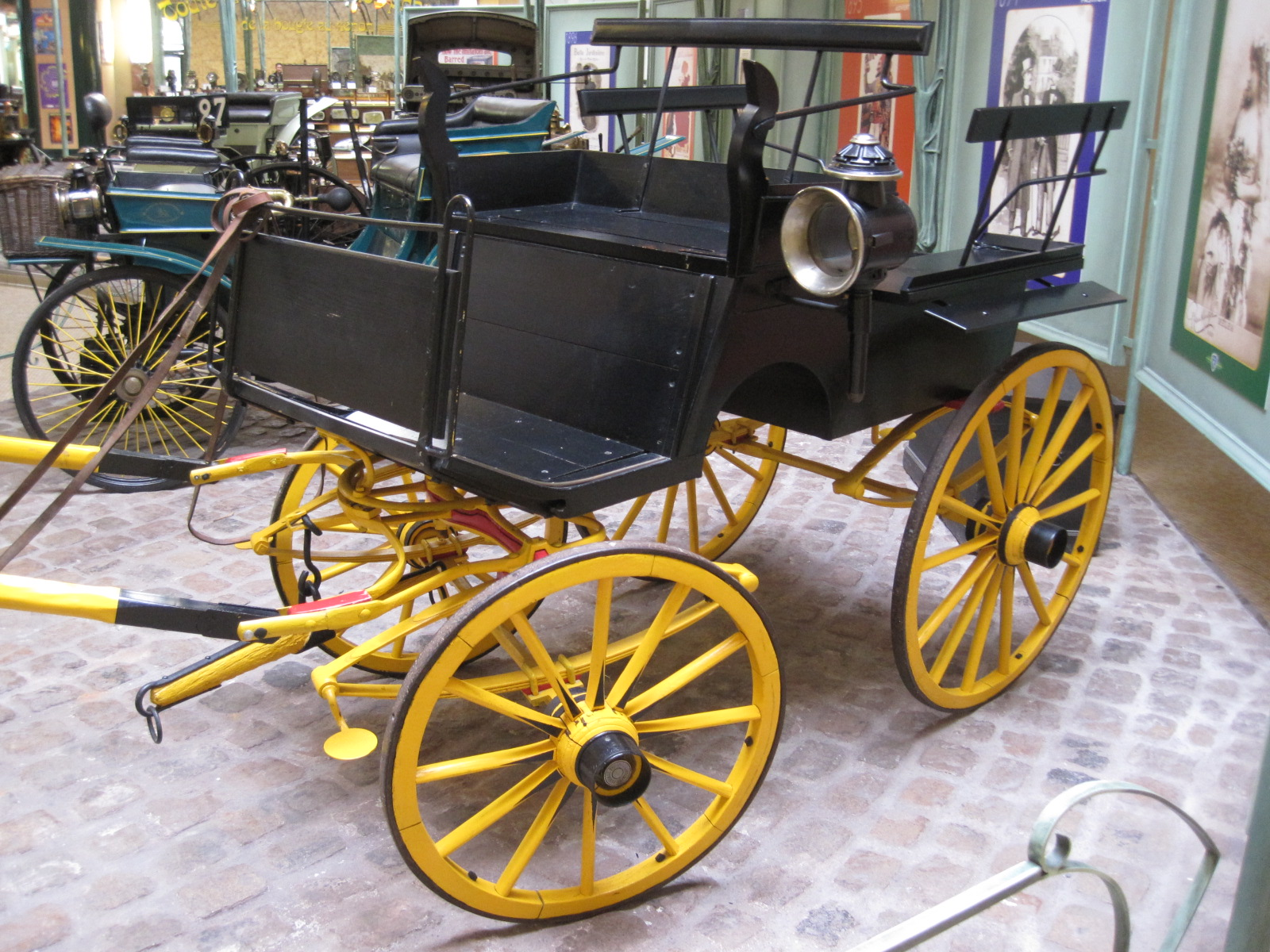
Fiacre Peugeot Break de 1894
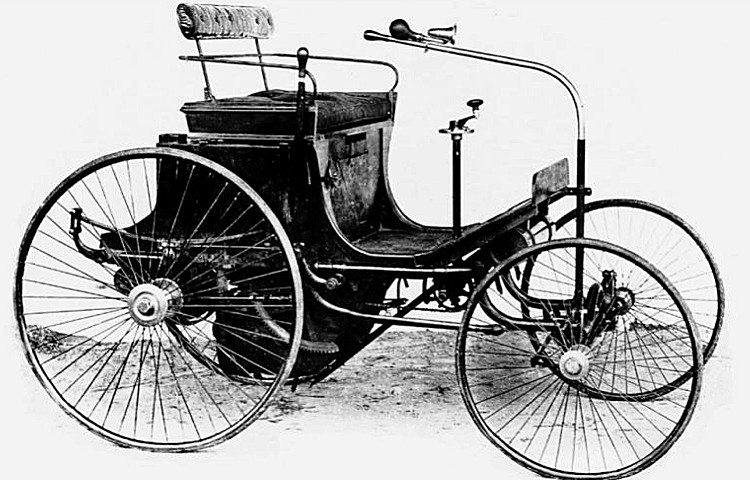
Peugeot Type 2 à moteur Daimler Type P de 1890
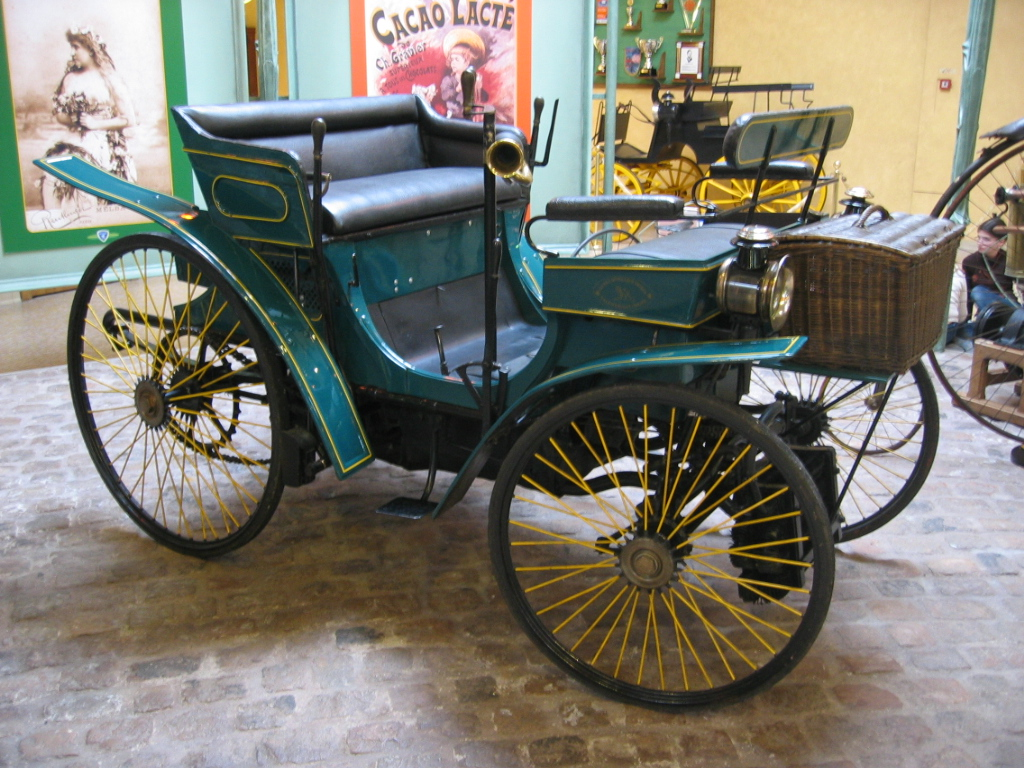
Peugeot Type 3 à moteur Daimler Type P de 1891

Armand Peugeot (1849-1915) jeune ingénieur diplômé des Arts et Manufactures de Paris (École centrale Paris) conçoit et commercialise en même temps que ses vélos et que ses fiacres, ses premiers véhicules à base de fiacres tricycles motorisés par une machine à vapeur de l'inventeur Léon Serpollet, à l'origine du cheval-vapeur (Peugeot Type 1 de 1889), puis fiacres Peugeot Type 2 de 1890, et Peugeot Type 3 de 1891... motorisés par le premier moteur à explosion Daimler Type P de l'inventeur allemand Gottlieb Daimler (des Panhard & Levassor Type A de 1891, premières voitures à moteur à essence produites en série de l'histoire de l'automobile). 

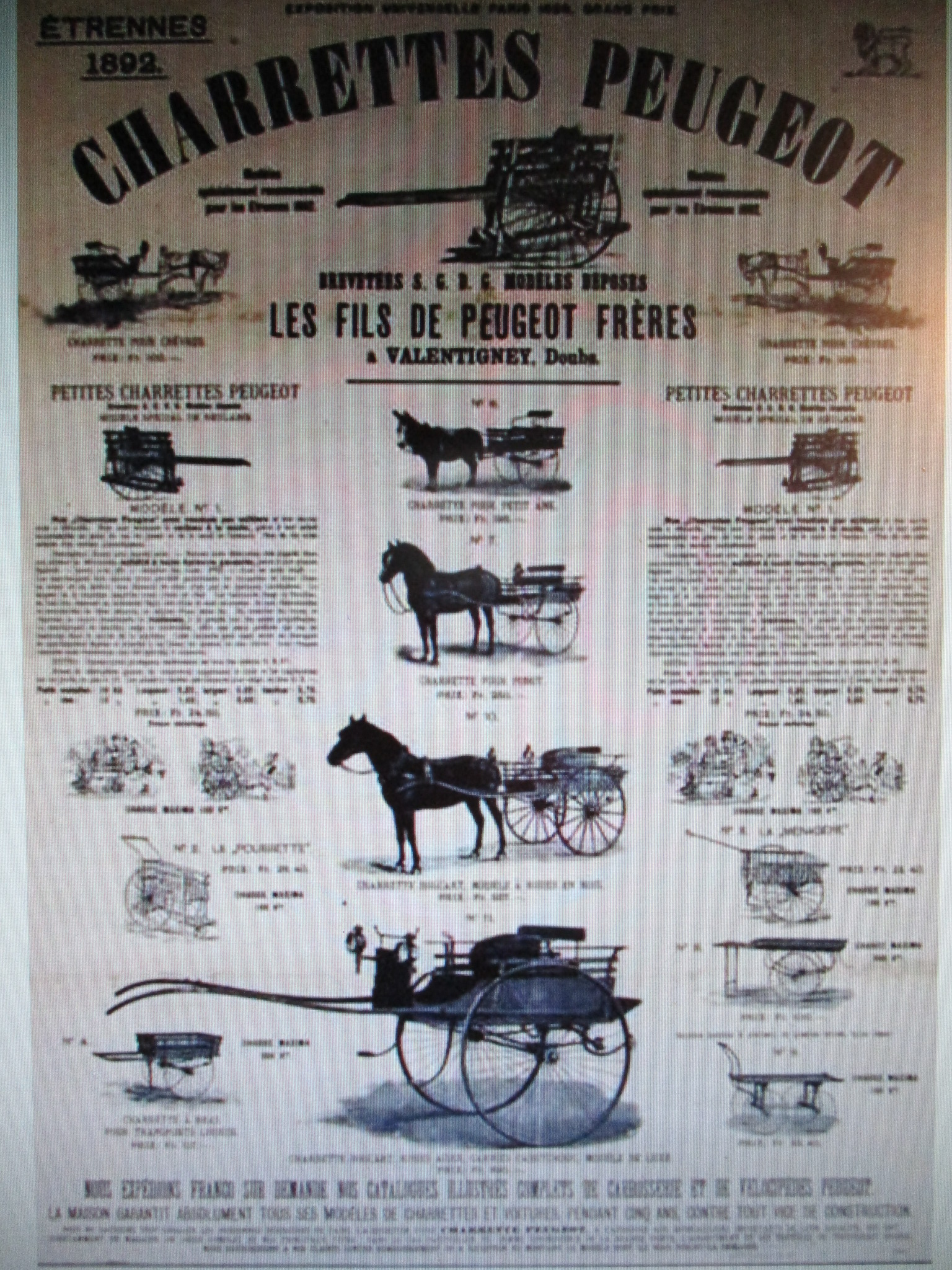
Publicité de charrettes Peugeot de 1892
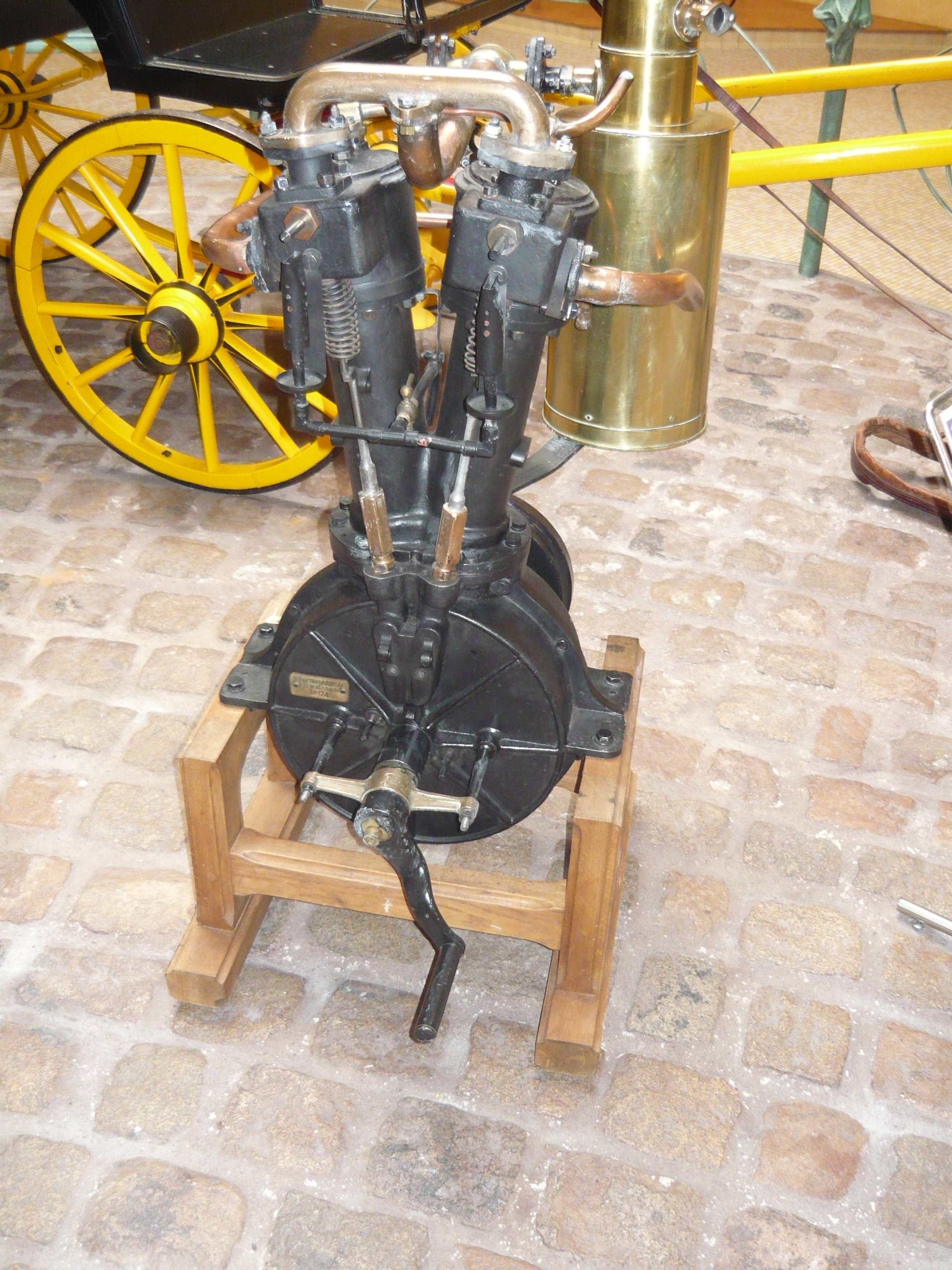
Premier moteur Daimler Type P de 1891
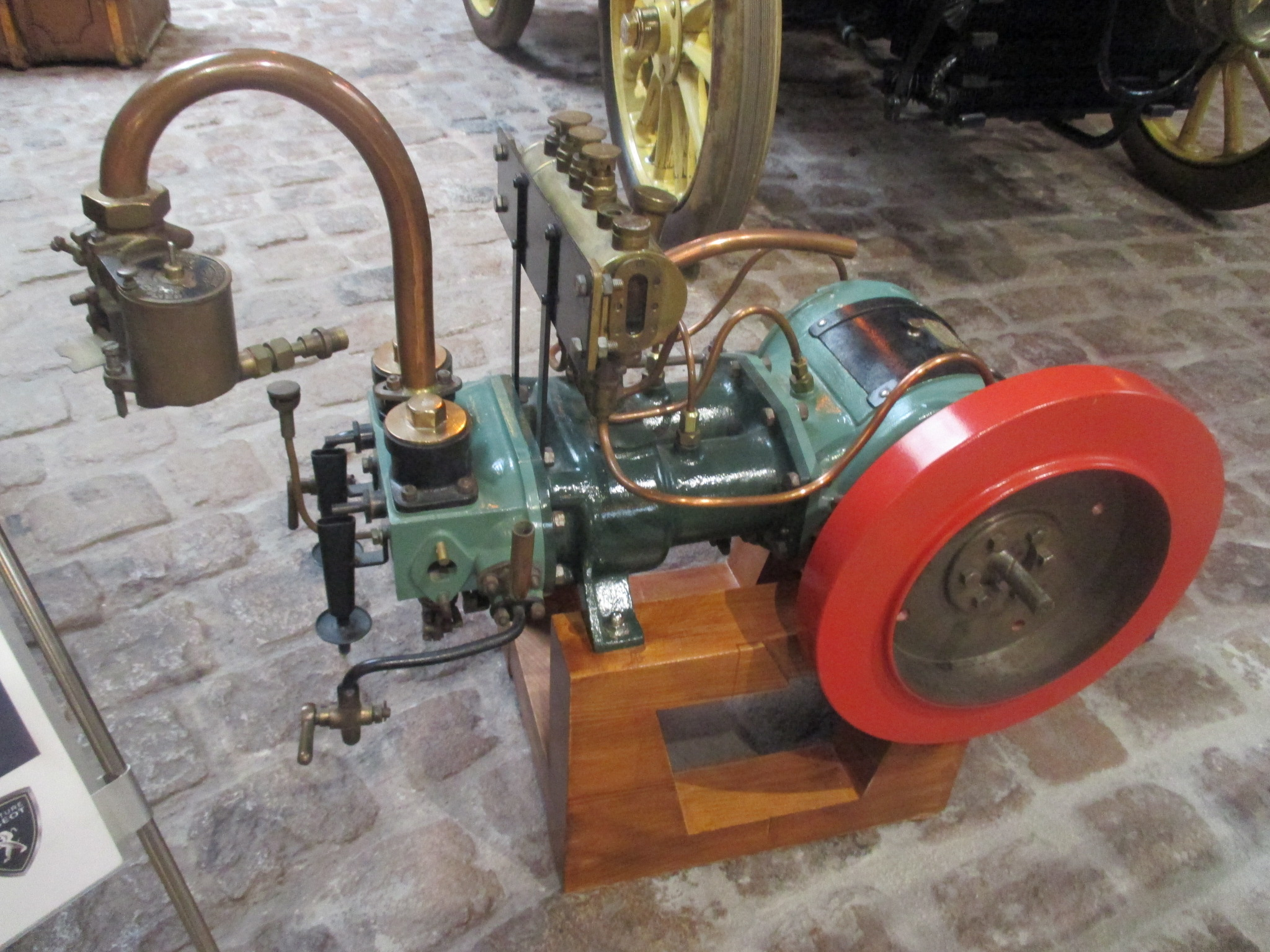
Second moteur horizontal Peugeot de 1896
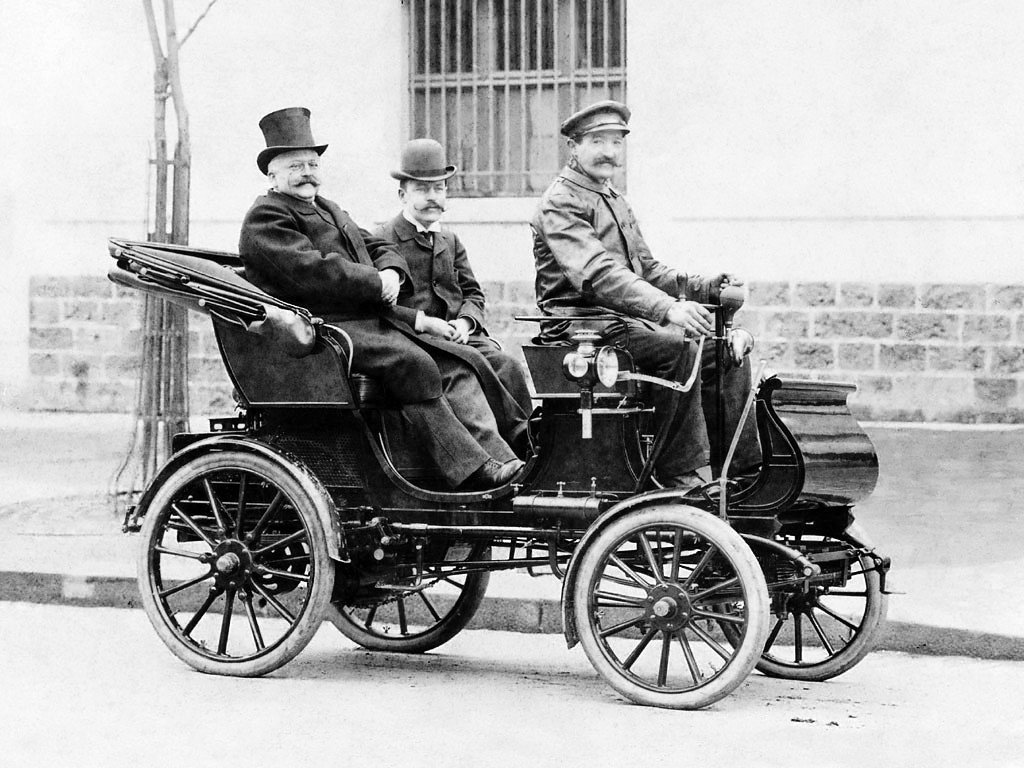
Armand Peugeot (1849-1915) et sa Peugeot Type 28 en 1900

C'est le début de l'importante industrie automobile Peugeot fondée le 2 avril 1896 sous le nom « Société Anonyme des Automobiles Peugeot » (SAAP) par Armand, avec la fabrication de son premier Moteur horizontal Peugeot (brevetés Peugeot, de 2 cylindres en ligne horizontal de 4 à 12 ch, premier moteur à essence industriel français de l'histoire de l'automobile) des Peugeot Type 14 jusqu'aux Peugeot Type 36 qui s'affranchissent définitivement à partir de 1901 des carrosseries à base de fiacre ...

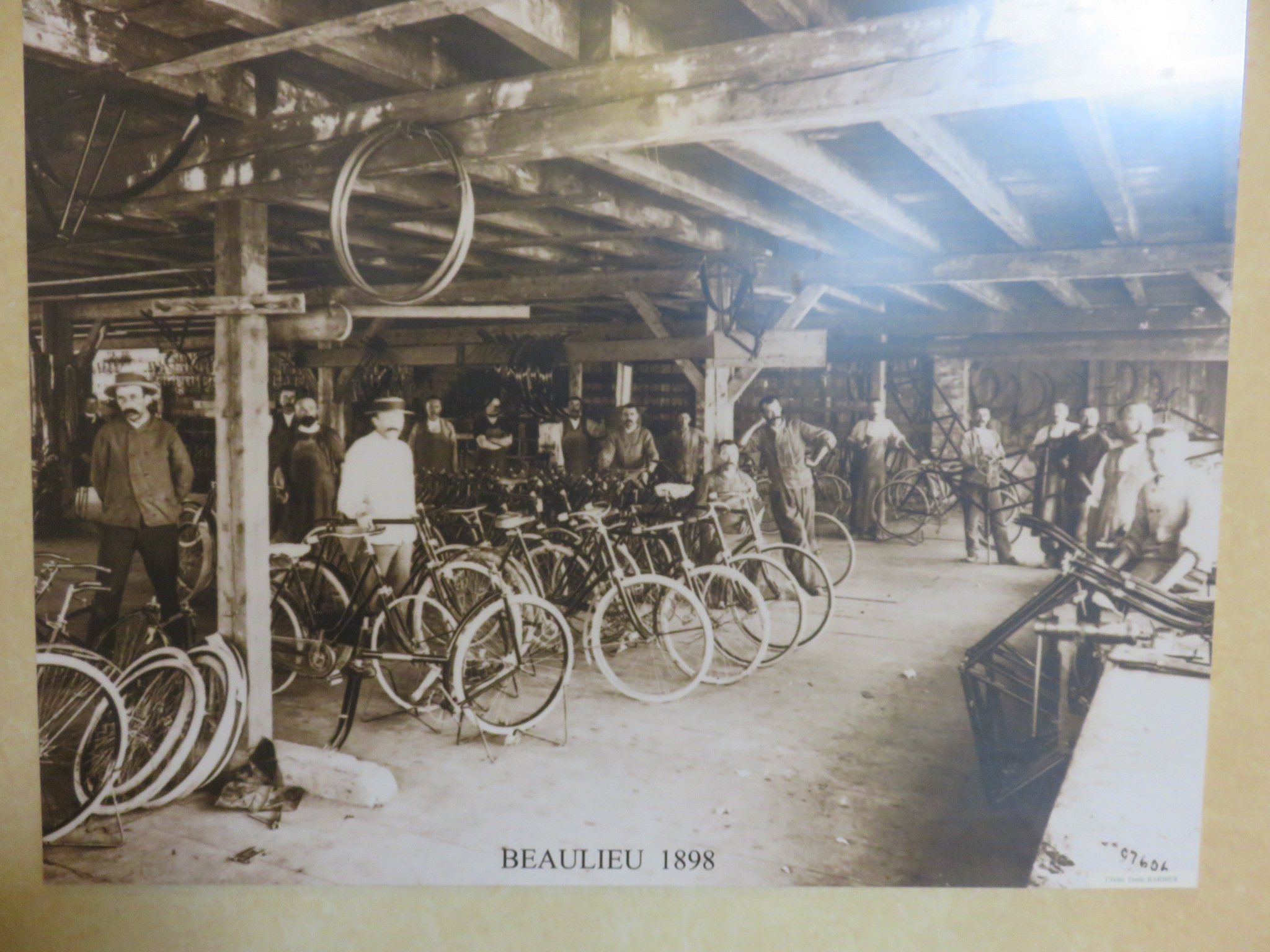
Atelier de cycles Peugeot de Beaulieu en 1898
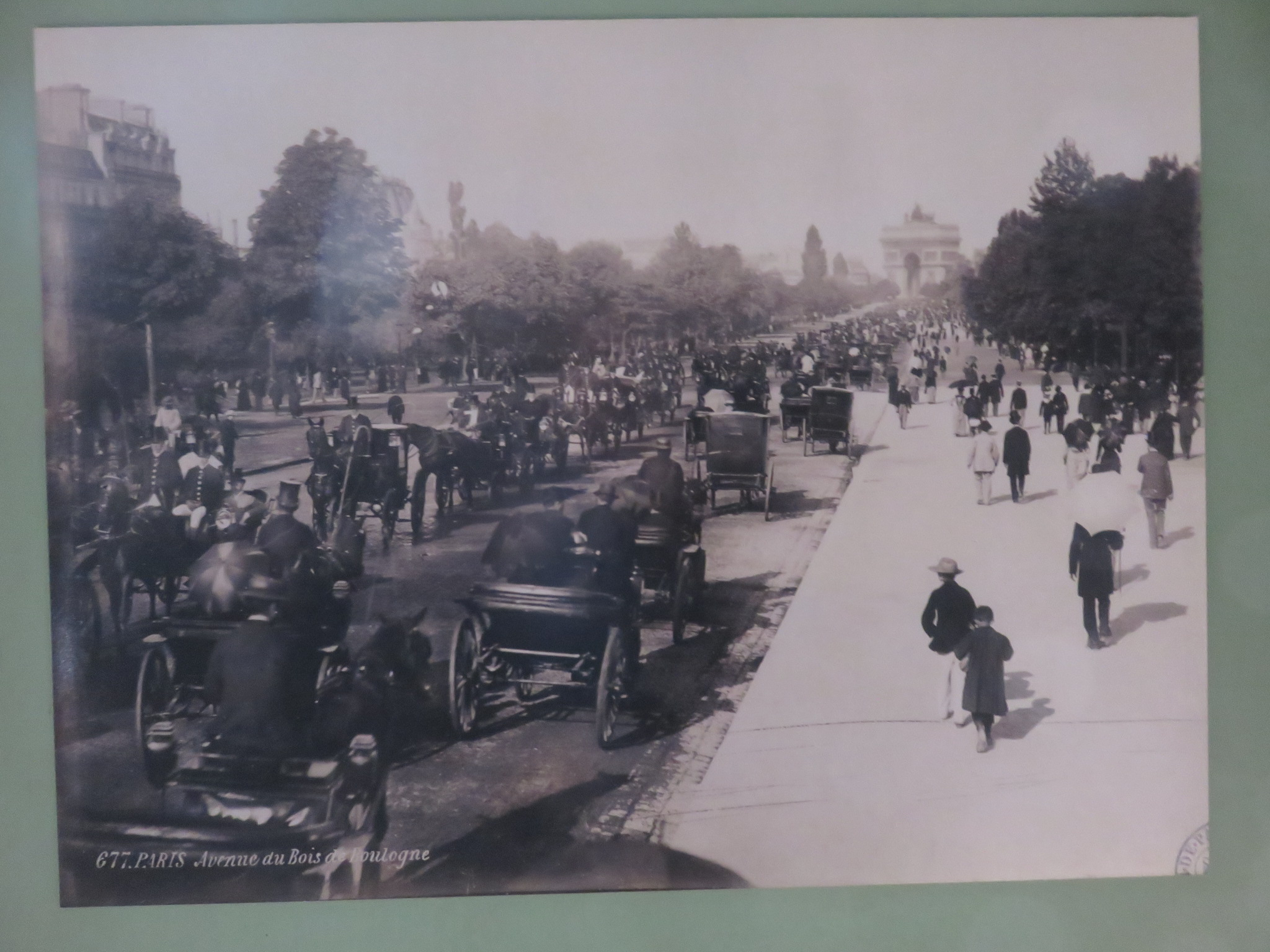
Avenue du Bois de Boulogne à Paris dans les années 1890
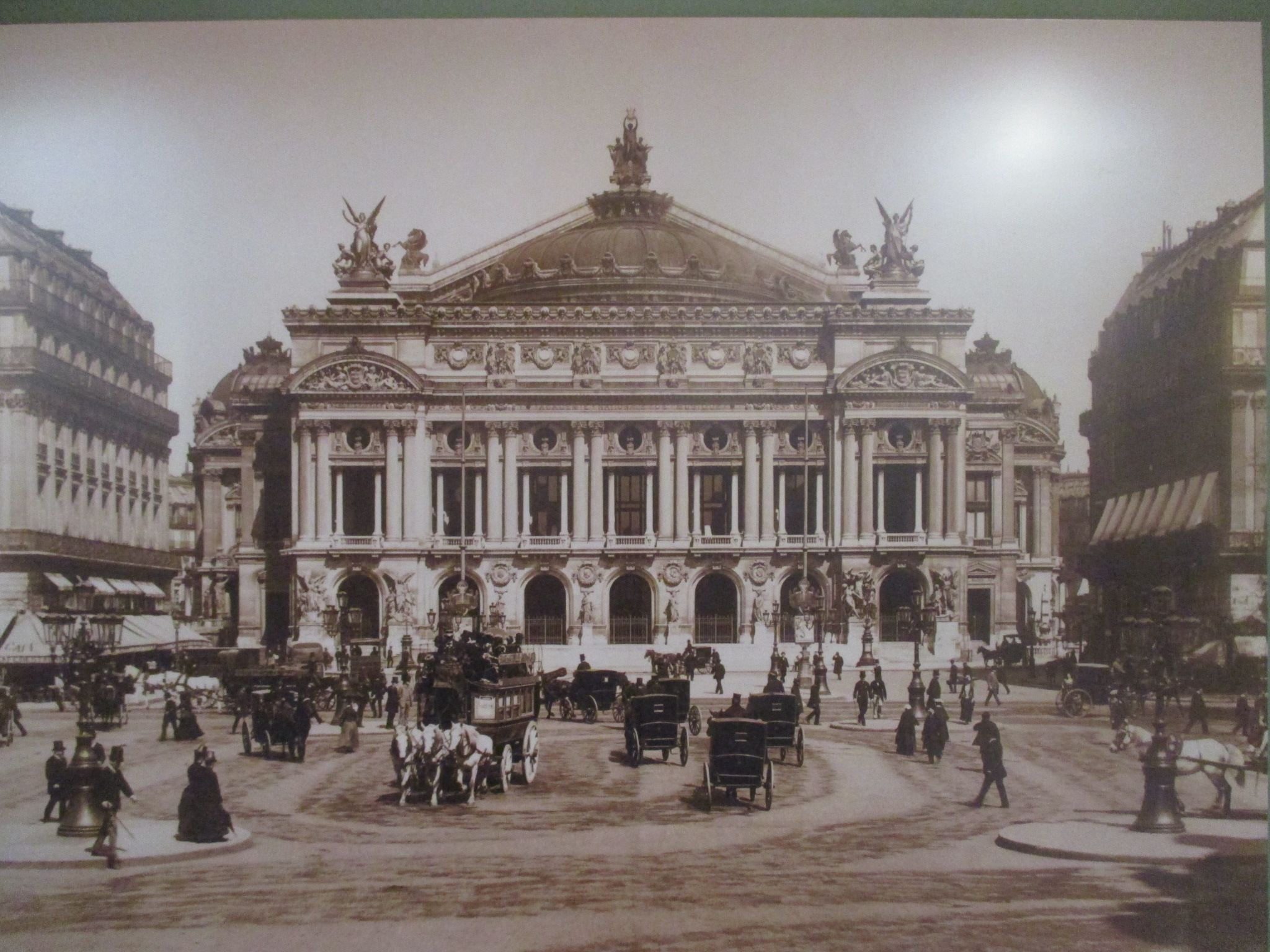
Place de l'Opéra de Paris dans les années 1890
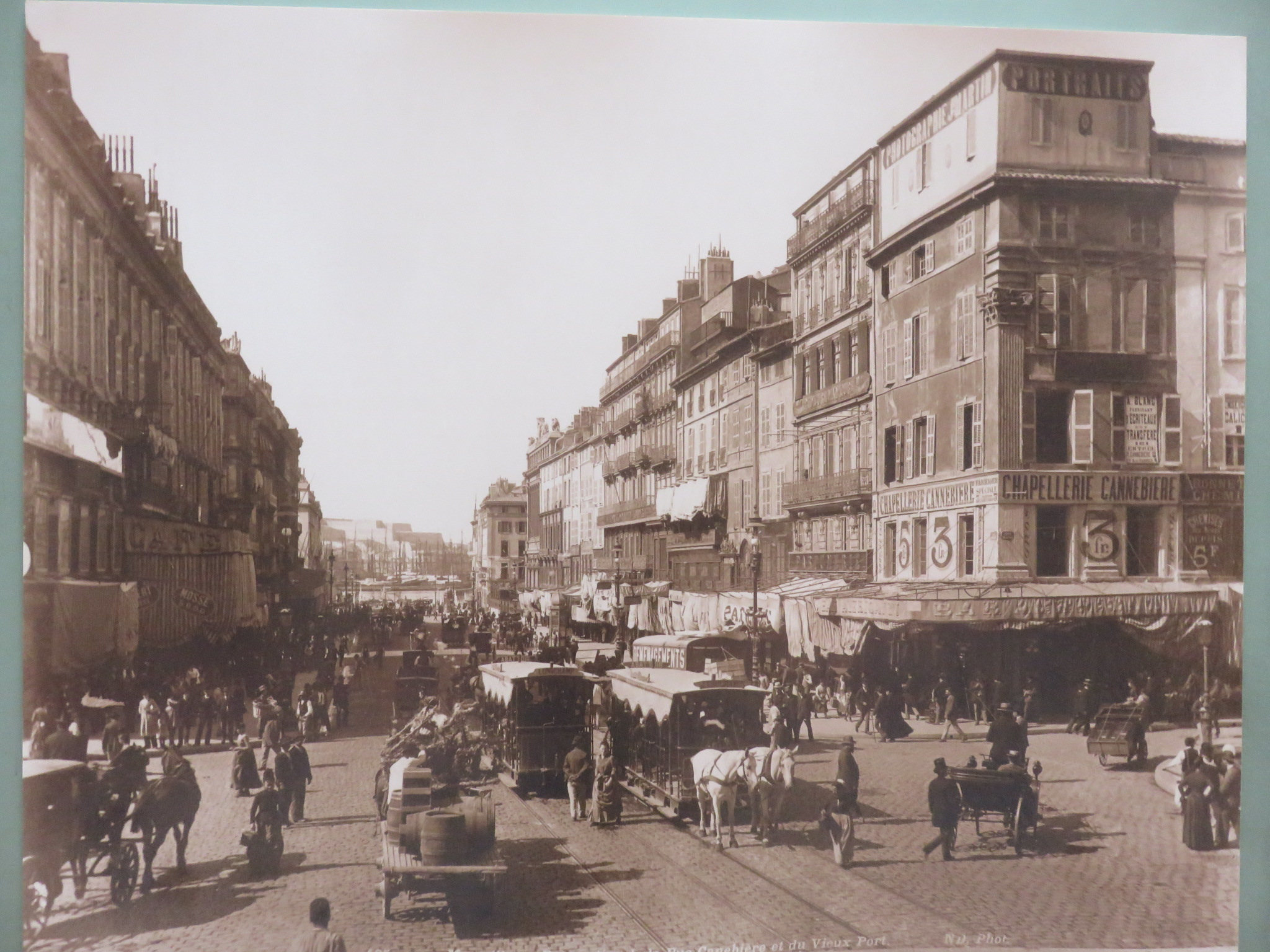
La Canebière et le Vieux-Port de Marseille dans les années 1890